# 須山歯研

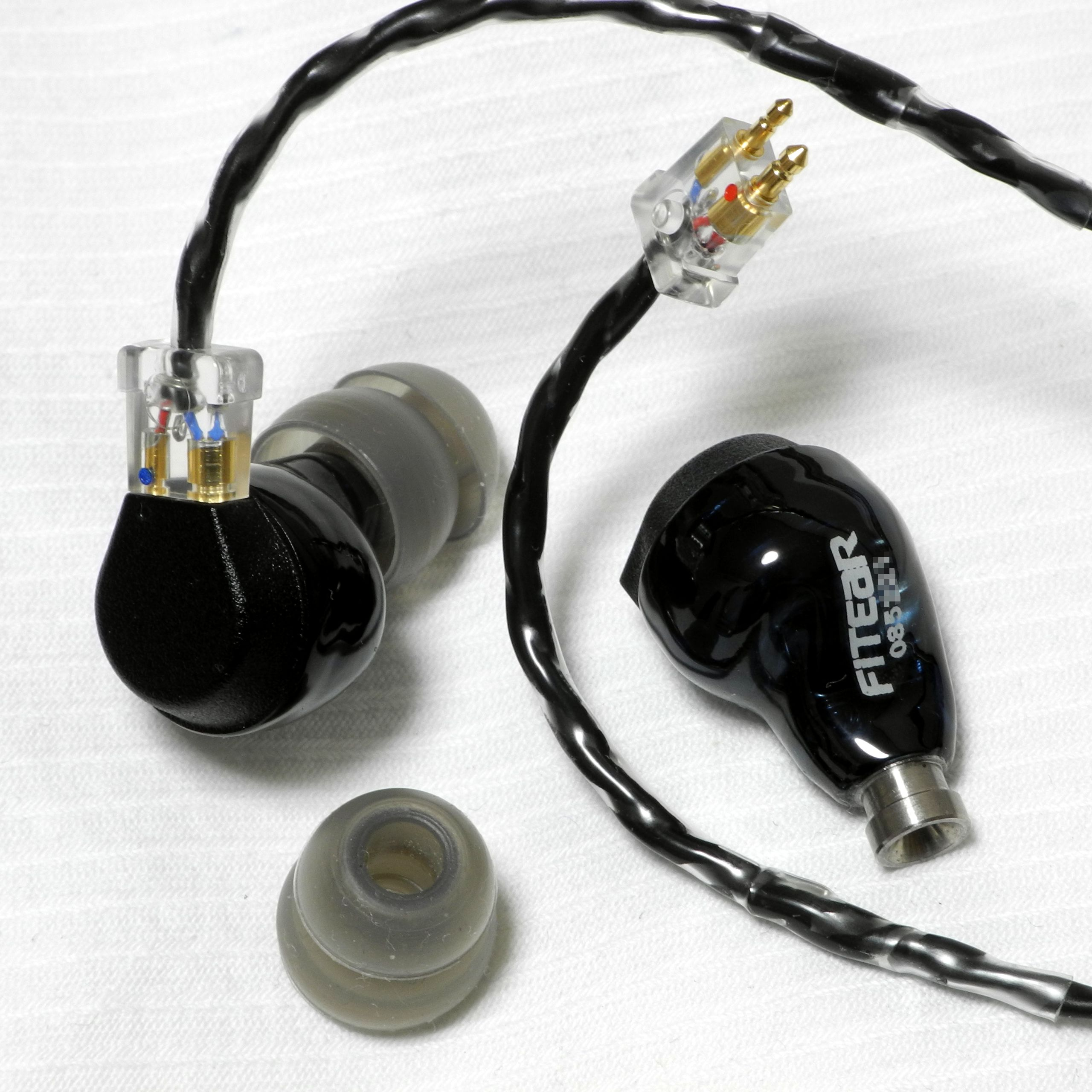
FitEar Parterre（パルテール）

株式会社須山歯研（すやましけん）は、千葉市美浜区に本社を置く、歯科技工全般および補聴器・音響機器の製造販売を行う企業。
補聴器の販売店「須山補聴器」を首都圏で展開し、補聴器およびインイヤーモニターの製造販売を FitEarブランドで展開している。

## 概要
1958年（昭和33年）に創業。以来、金属床義歯を中心とした歯科技工を行っている。その後、歯科技工の精密技術を活かして他の医療機器分野（補聴器）に事業拡大し、補聴器用イヤーモールドからさらにインイヤーモニターに事業展開している。

### 沿革
- 1958年 （昭和33年） 3月　創業、東京都江戸川区にて歯科技工所開設
- 1973年 （昭和48年） 3月　法人設立
- 1980年 （昭和55年） 1月　現所在地へ移転
- 1985年 （昭和60年） 3月　補聴器事業開始
- 2001年 （平成13年）11月　FitEar事業開始

## FitEar IEM製品
プロミュージシャン向けにイヤーモールドを行うカスタムIEMの製造販売を行っており、日本では初めて手がけ、著名なミュージシャンの多くが愛用している。2012年以降、コンシューマ向けにユニバーサルタイプの製品を販売している。全てのIEM製品はバランスド・アーマチュアドライバーを採用し、実売10万円前後の高価格帯で販売されている。

## 脚註
1. ↑  2014年2月現在、千葉と銀座の2店舗
2. ↑  ASCII.jp：補聴器屋さんが作ったイヤホン「FitEar」が本気すぎる、という話 (1/6)｜四本淑三の「ミュージック・ギークス！」
3. ↑  耳型はとりません：須山歯研、初のユニバーサルタイプ高級イヤフォン「FitEar TO GO！ 334」を発売 - ITmedia LifeStyle（2012年3月14日）